# Krasnotorka
Krasnotorka (ukrainisch und russisch Красноторка) ist eine Siedlung städtischen Typs im Zentrum der ukrainischen Oblast Donezk mit etwa 2800 Einwohnern.

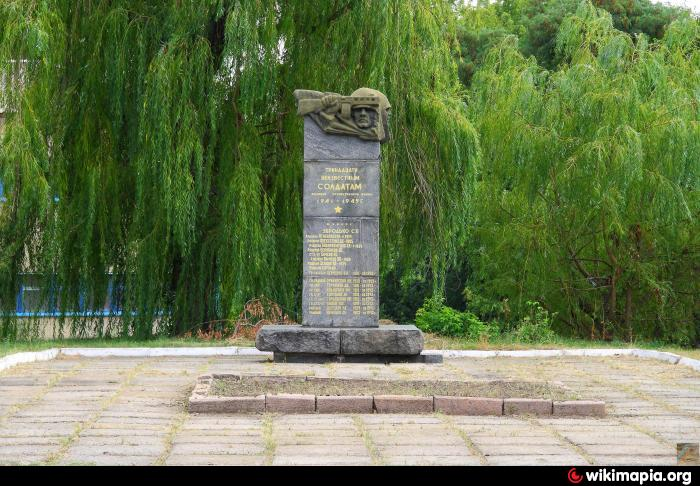
Denkmal im Ort

Die Ortschaft entstand Ende des 18. Jahrhunderts und erhielt 1938 den Status einer Siedlung städtischen Typs. 1927 wurde ein Bahnhof im Ort eröffnet, seit 1999 besitzt der Ort ein Wappen.
Krasnotorka liegt etwa 5 Kilometer südlich von Kramatorsk und etwa 82 Kilometer nordöstlich vom Oblastzentrum Donezk entfernt, der Kasennyj Torez fließt durch den Ort.
Am 12. Juni 2020 wurde die Siedlung ein Teil neugegründeten Stadtgemeinde Kramatorsk, bis dahin bildete sie zusammen mit den Siedlungen städtischen Typs Komyschuwacha und Malotaraniwka sowie dem Dorf Prywillja (Привілля) die gleichnamige Siedlungsratsgemeinde Krasnotorka (Красноторська селищна рада/Krasnotorska selyschtschna rada) als Teil der Stadtratsgemeinde von Kramatorsk.
Am 17. Juli 2020 wurde der Ort ein Teil des Rajons Kramatorsk.